# Əzim Əzimzadə
Əzim Aslan oğlu Əzimzadə (Novxanı, 7 maggio 1880 – Baku, 15 giugno 1943) è stato un pittore azero. Fu insignito del titolo di Artista del popolo dell'Unione Sovietica.

## Biografia

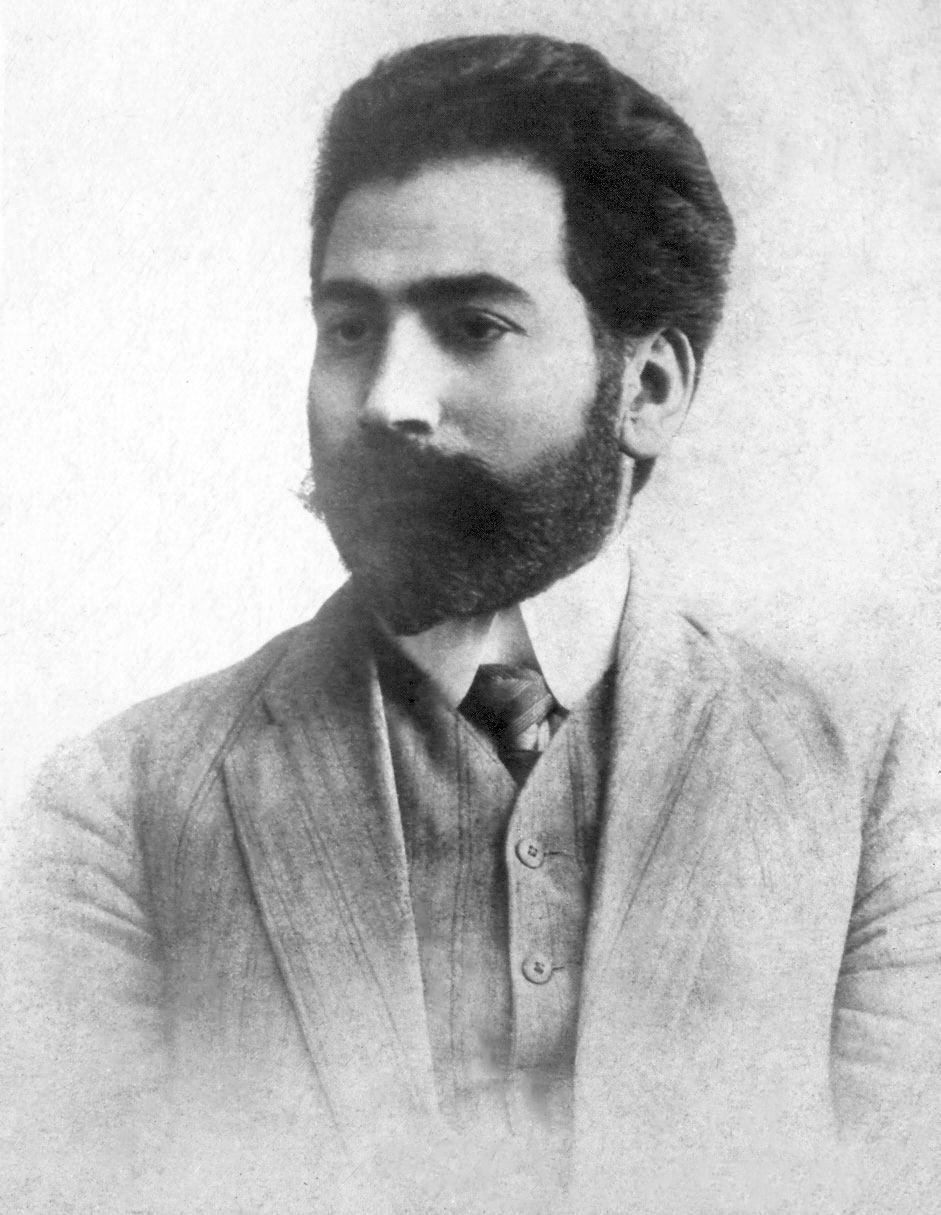
Əzim Əzimzadə da giovane

Əzim Əzimzadə nacque il 7 maggio 1880 nel villaggio di Novxanı nel Governatorato di Baku dell'Impero russo. Figlio di un lavoratore dell'industria petrolifera, aveva quattro fratelli, ognuno dei quali morì prima dei 10 anni.
Əzimzadə non ricevette alcuna educazione artistica e fu autodidatta. Nel 1906 iniziò a pubblicare dipinti su questioni sociali e politiche su riviste che rappresentavano l'inizio della grafica satirica azera. Partecipò anche attivamente alla rivoluzione russa del 1905 e fu direttore del Dipartimento dell'Illuminismo Culturale del Commissariato popolare dell'Azerbaigian.

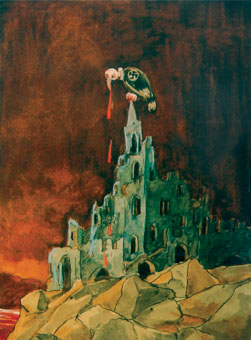
Rovine del Reichstag

Dopo la rivoluzione, Əzimzadə pubblicò una varietà di opere, tra cui un libro, una grafica di cavalletti, un'illustrazioni per libri, dipinti per riviste e giornali satirici, bozze di costumi, decorazioni, caricature politiche e manifesti. Quasi la metà di tutti i manifesti realizzati da Əzimzadə contenevano temi anti-religiosi, tuttavia disegnò anche poster con temi politici, come quello pubblicato nel 1925 che raffigurava un contadino con una forchetta che getta un saccheggiatore delle proprietà della nazione lontano da un villaggio.
Il suo sviluppo nelle caricature fu strettamente correlato alla rivista satirica Molla Nasraddin, fondata sotto le idee della prima rivoluzione russa nel 1905 e successivamente ripresa dopo la rivoluzione russa nel 1917. Əzimzadə ha lavorato a stretto contatto con l'editore Jalil Mammadguluzadeh, pubblicando molte illustrazioni e diventando l'artista principale di Molla Nasraddin. Nel 1923, divenne membro del Partito Comunista dell'Unione Sovietica.
Nel 1927, Əzimzadə ricevette il titolo onorifico di Artista del Popolo sovietico. Si ritiene che abbia eluso le repressioni politiche grazie alla sua conoscenza con Mir Jafar Baghirov, primo segretario del partito comunista dell'Azerbaigian e ammiratore delle opere di Əzimzadə.
Əzimzadə creò 56 litografie colorate per le opere raccolte del poeta Mirza Alakbar Sabir, nonché immagini per le opere di Abdurrahim bey Hagverdiyev, Nariman Narimanov e Huseyngulu Sarabski. Nel 1927, trasse le illustrazioni per le fiabe per bambini all'interno della raccolta di poesie Wild Ox di G.K. Sanily.
Negli anni '30, Əzimzadə completò una serie tematica di acquerelli che esaminava la disuguaglianza sociale, come "Matrimonio dei ricchi" e "Matrimonio dei poveri". Nel 1933, Əzimzadə espose i suoi manifesti a Mosca per la prima volta, in una mostra di artisti azeri molto apprezzati dalla stampa centrale. Nel 1937, pubblicò una collezione di 26 dipinti intitolata "Ombre del passato".
Durante l'inizio della seconda guerra mondiale, Əzimzadə partecipò attivamente alla creazione dei manifesti Agitokon scritti in azero e russo con altri artisti sovietici. Scrittori e poeti come S. Rahman, Y. Fidler, G. Stroganov, M. Seyidzade e Nigar Rafibeyli collaborarono con gli artisti ai manifesti. Əzimzadə diede un contributo significativo alle caricature antifasciste sovietiche in tempo di guerra, disegnando più di 50 caricature durante i primi due anni di guerra. Una notevole caricatura fu "Il leone e il gattino" (1941), in cui Adolf Hitler veniva ridicolizzato e confrontato con Napoleone, facendo riferimento ai risultati della battaglia di Borodino nel 1812.
Əzimzadə morì nel 1943 all'età di 63 anni.

## Eredità culturale
La casa-museo di Əzimzadə è oggi presente a Baku. Una via di Baku, un museo, e la Scuola artistica dell'Azerbaigian, dove Əzimzadə insegnò e fu direttore dal 1932 al 1937, sono a lui intitolate. Nel 2002, un monumento a sua memoria è stato eretto vicino a piazza Heydar Aliyev a Baku.

## Galleria d'immagini

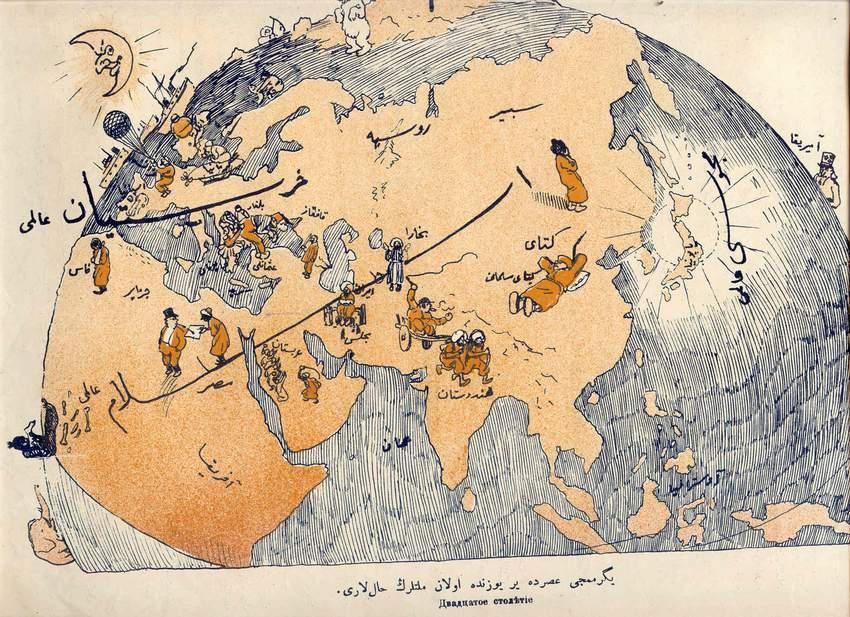
Il ventesimo secolo, caricatura del 1910, rappresenta l'Europa e il Giappone come società sviluppate e prospere e l'Asia come una società di basse classi oppresse. Il commento in azero recita: "Lo stato dei continenti nel ventesimo secolo"
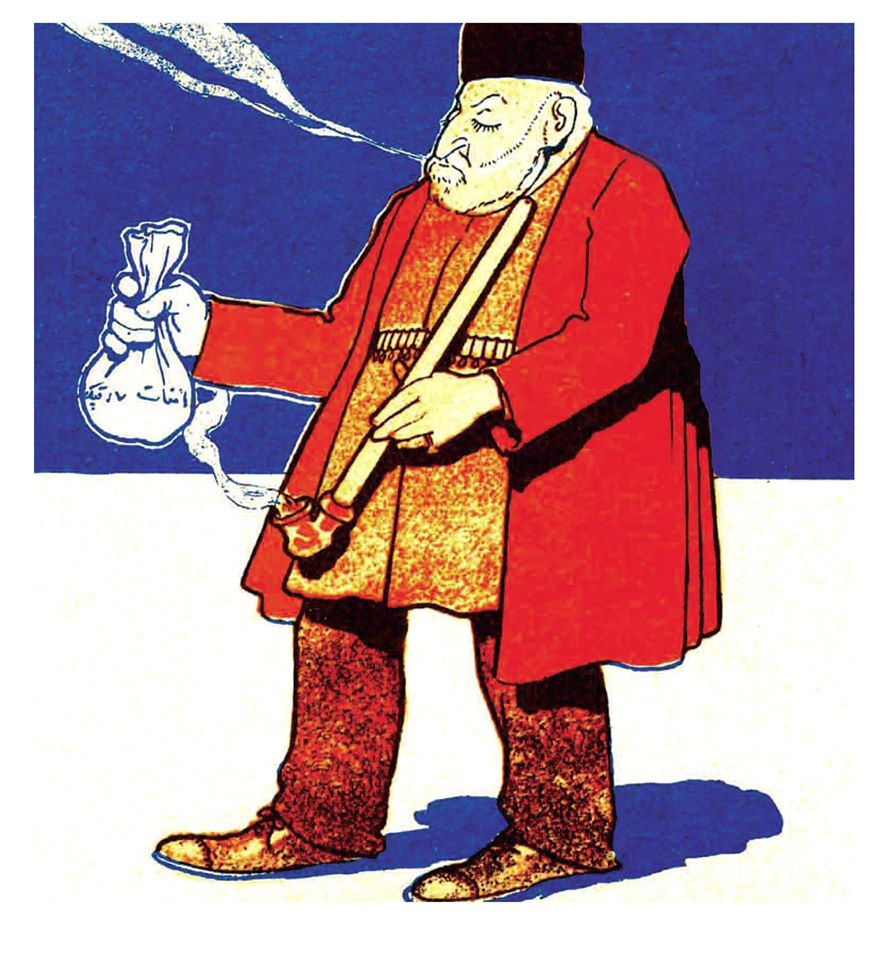
Prima caricatura nel magazine satirico "Molla Nasreddin". 1906
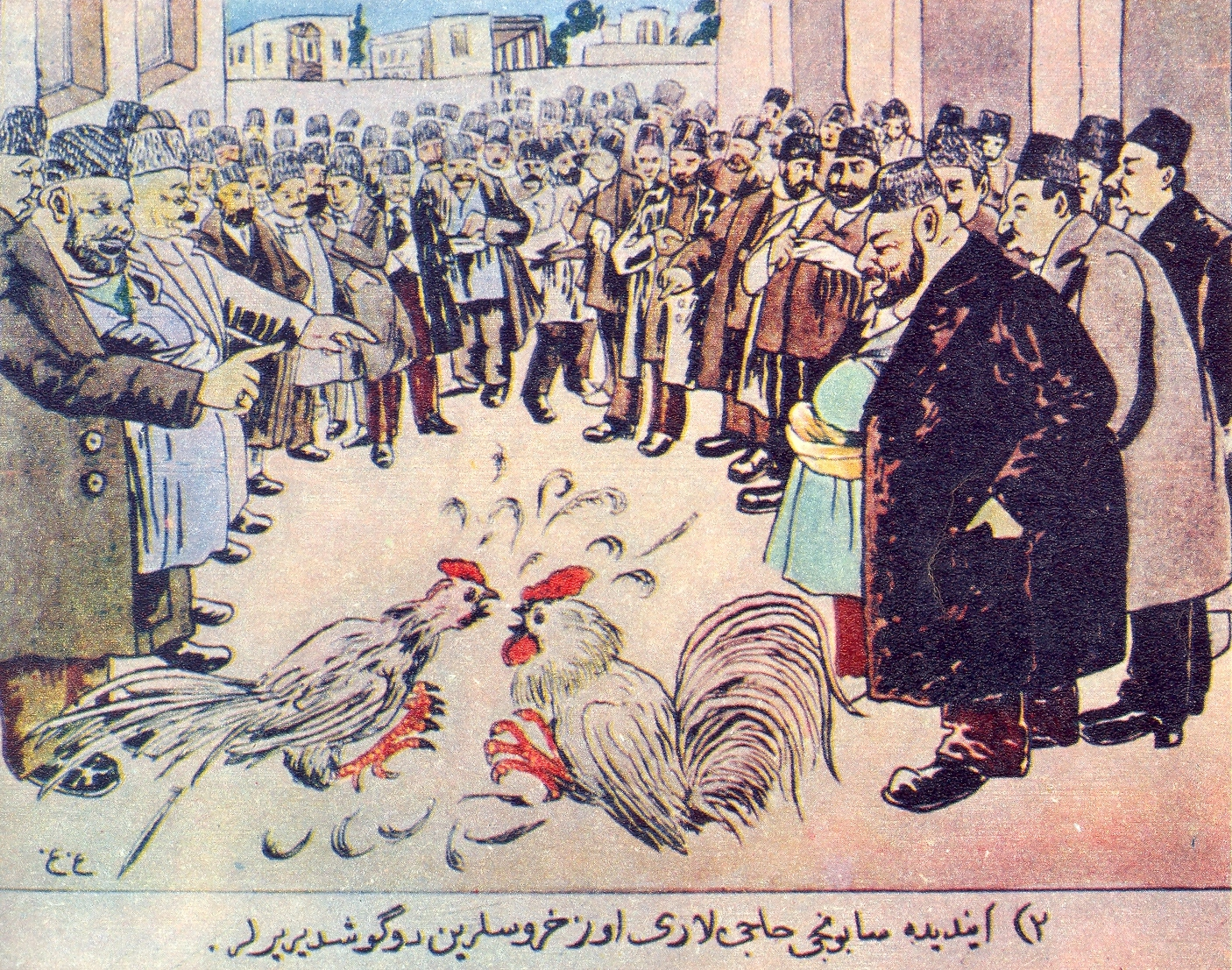
Lotta fra galli. 1915
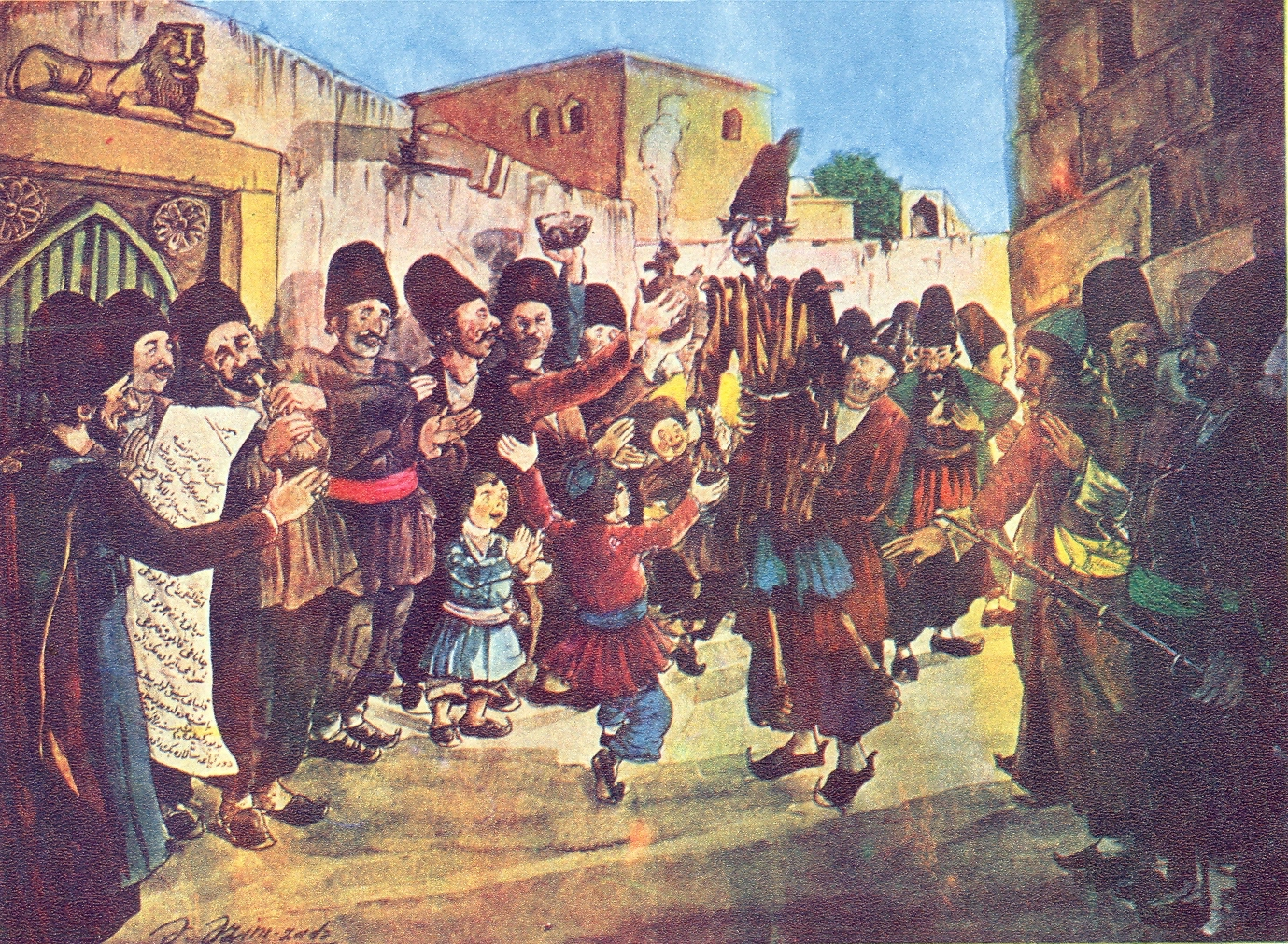
Kos-Kosa. 1930
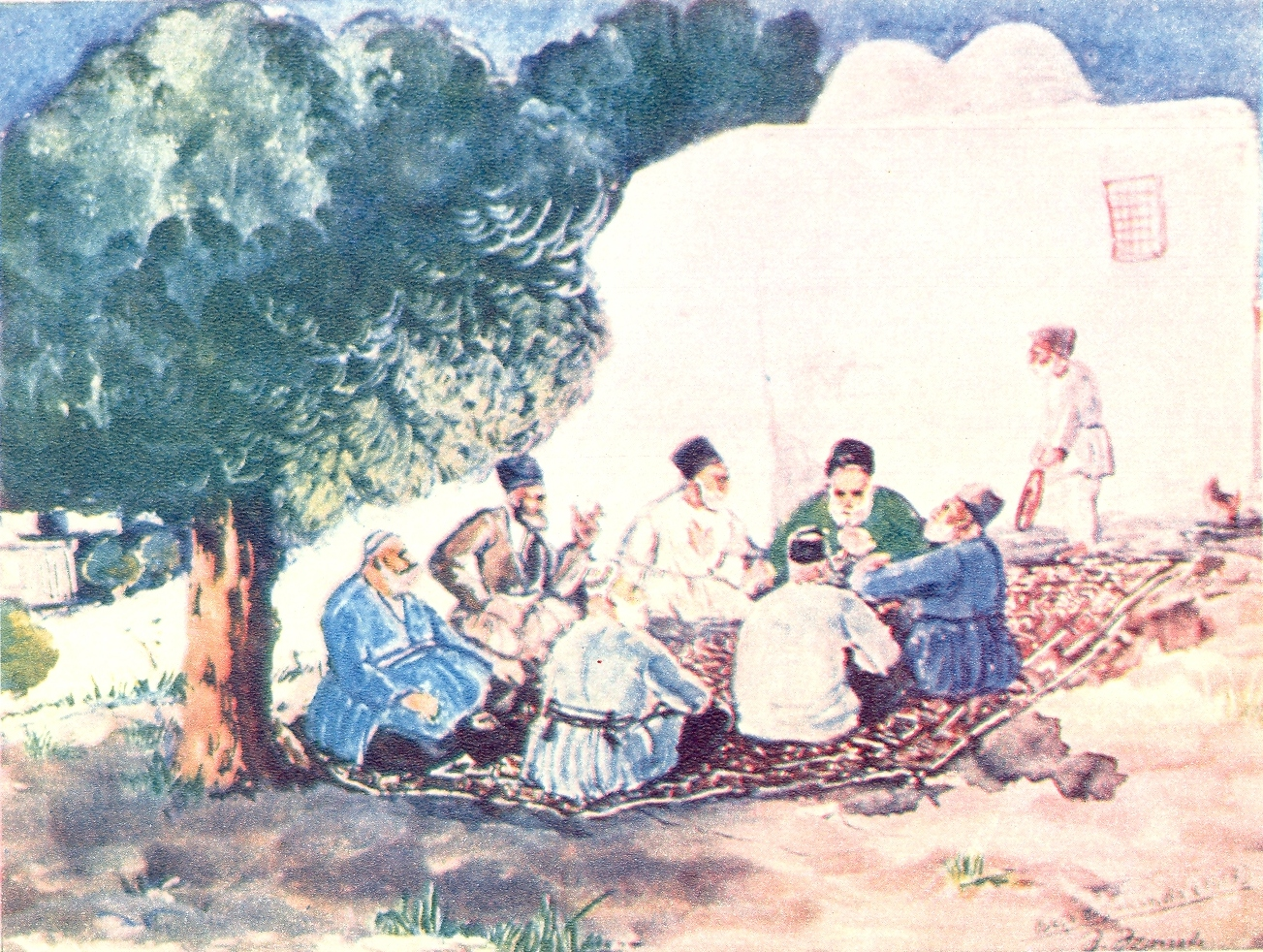
Cottage estivi a Baku. 1931
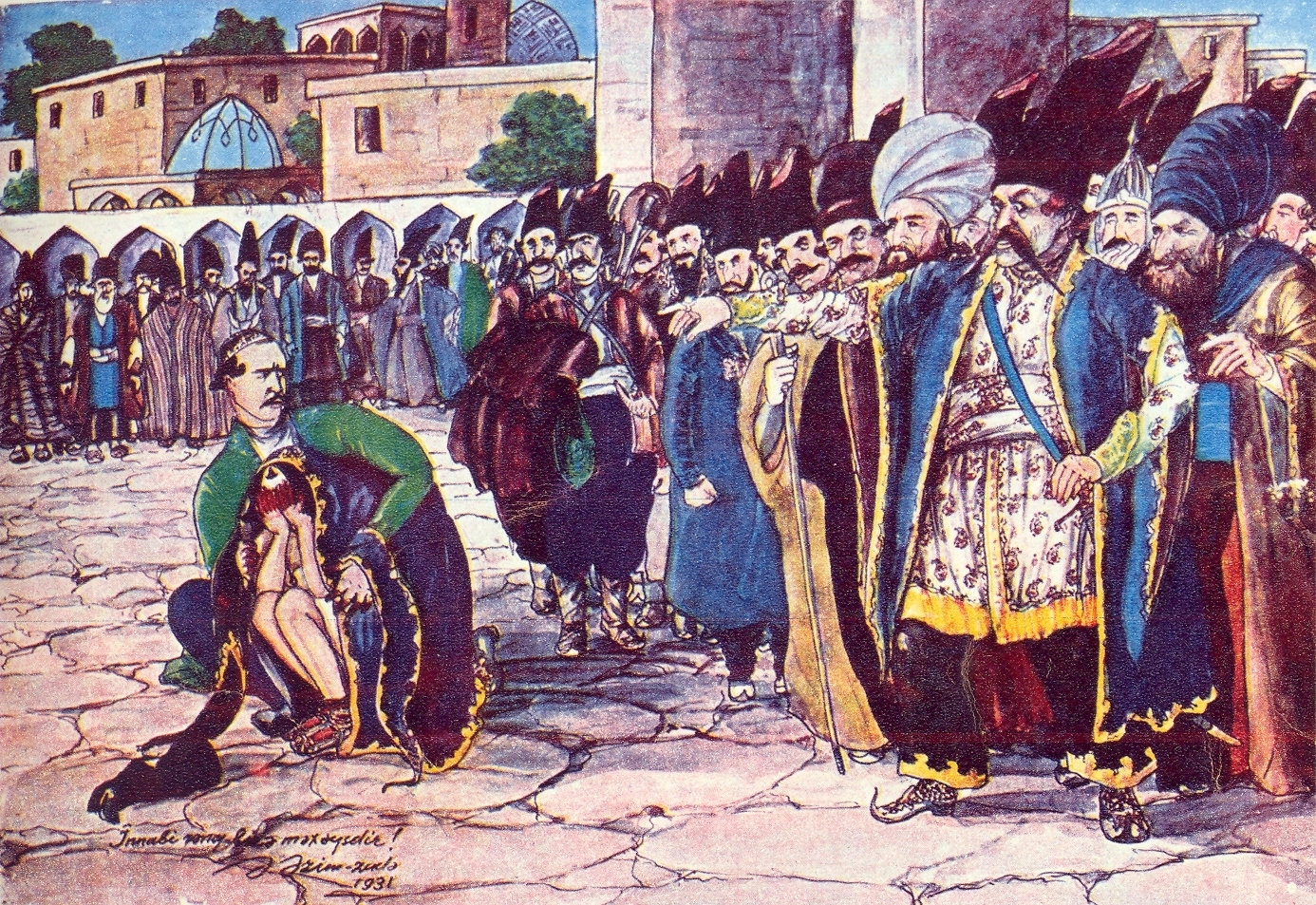
Il colore del chiaretto appartiene a noi. 1931
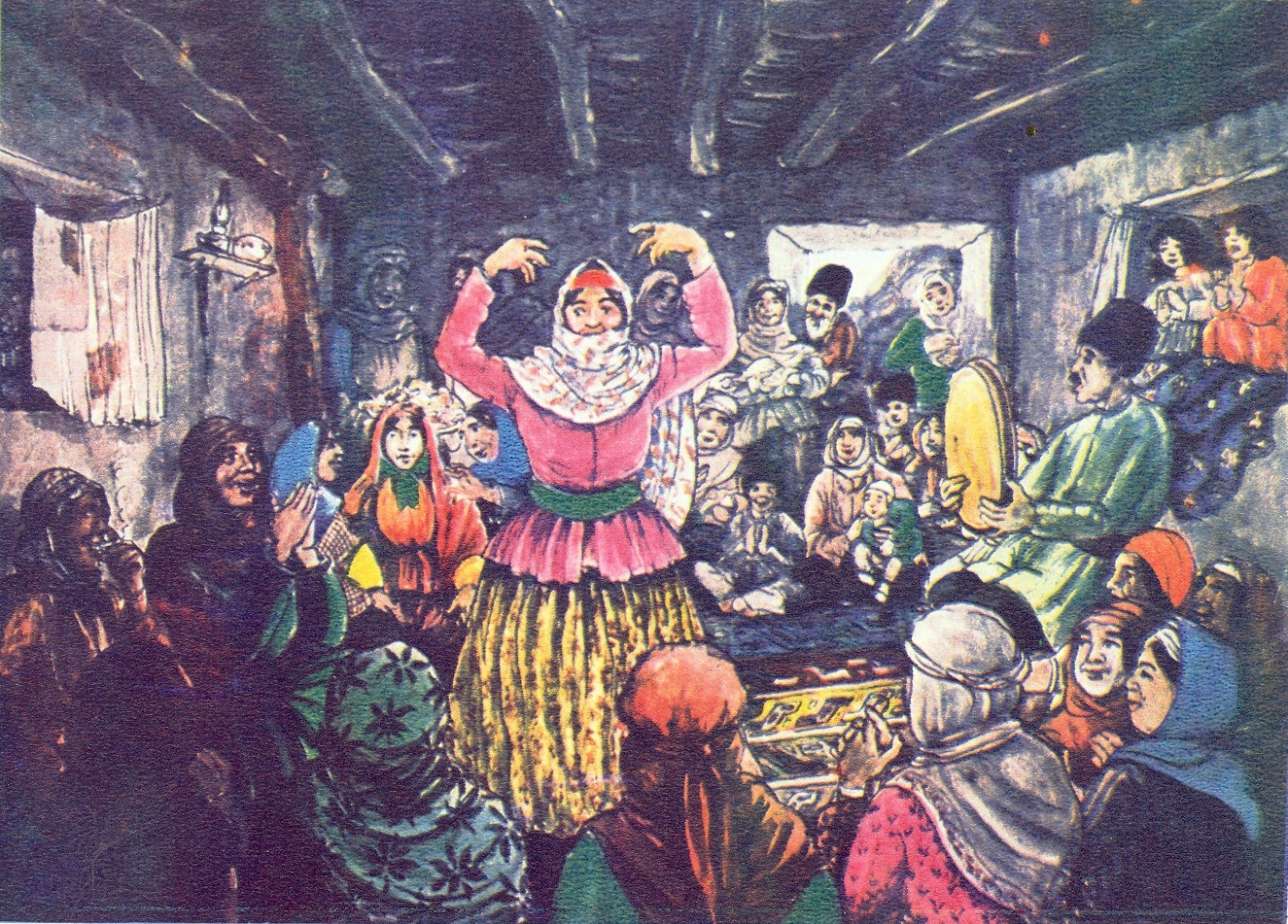
Matrimonio di persone povere. 1931
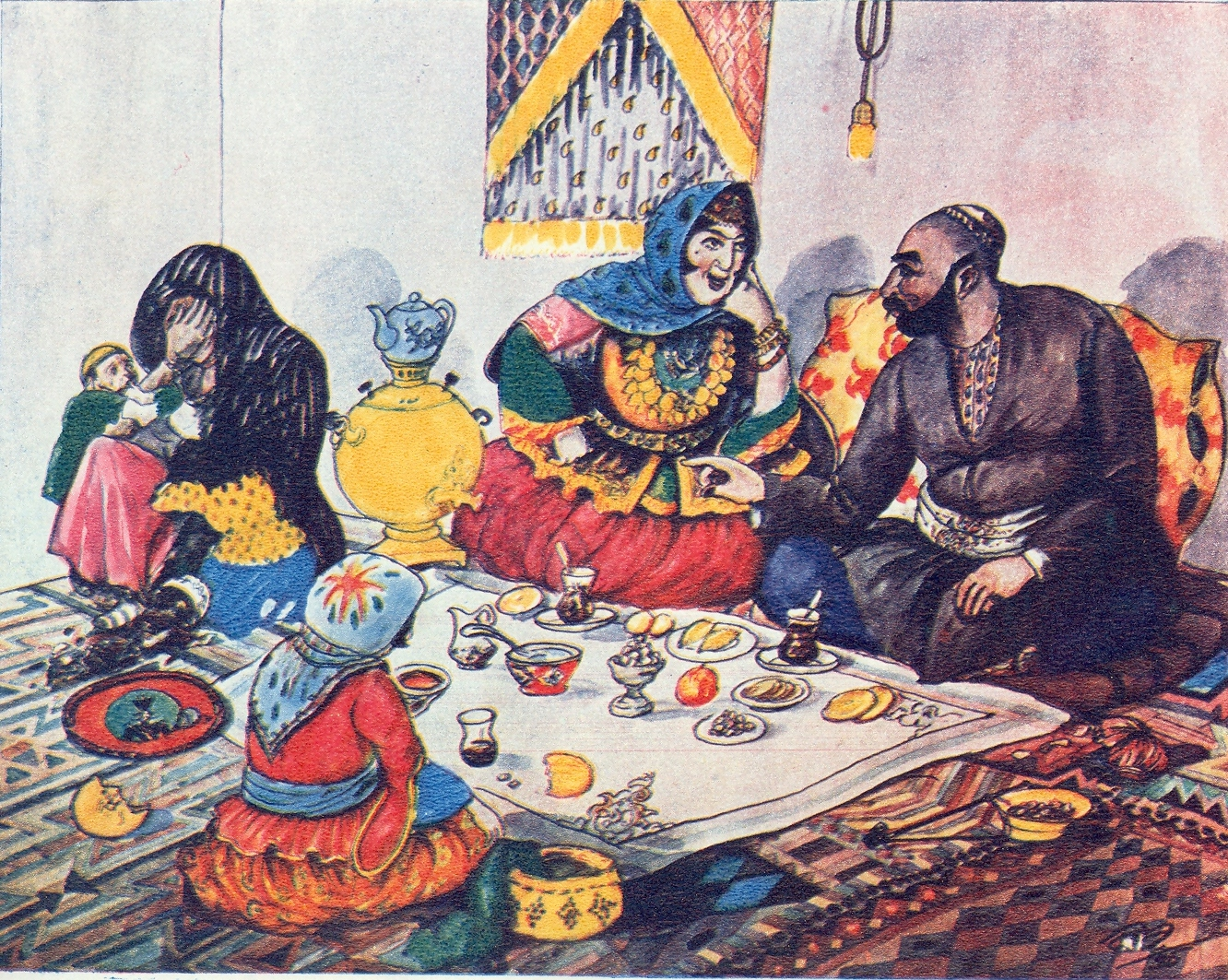
Vecchia e nuova moglie. 1935
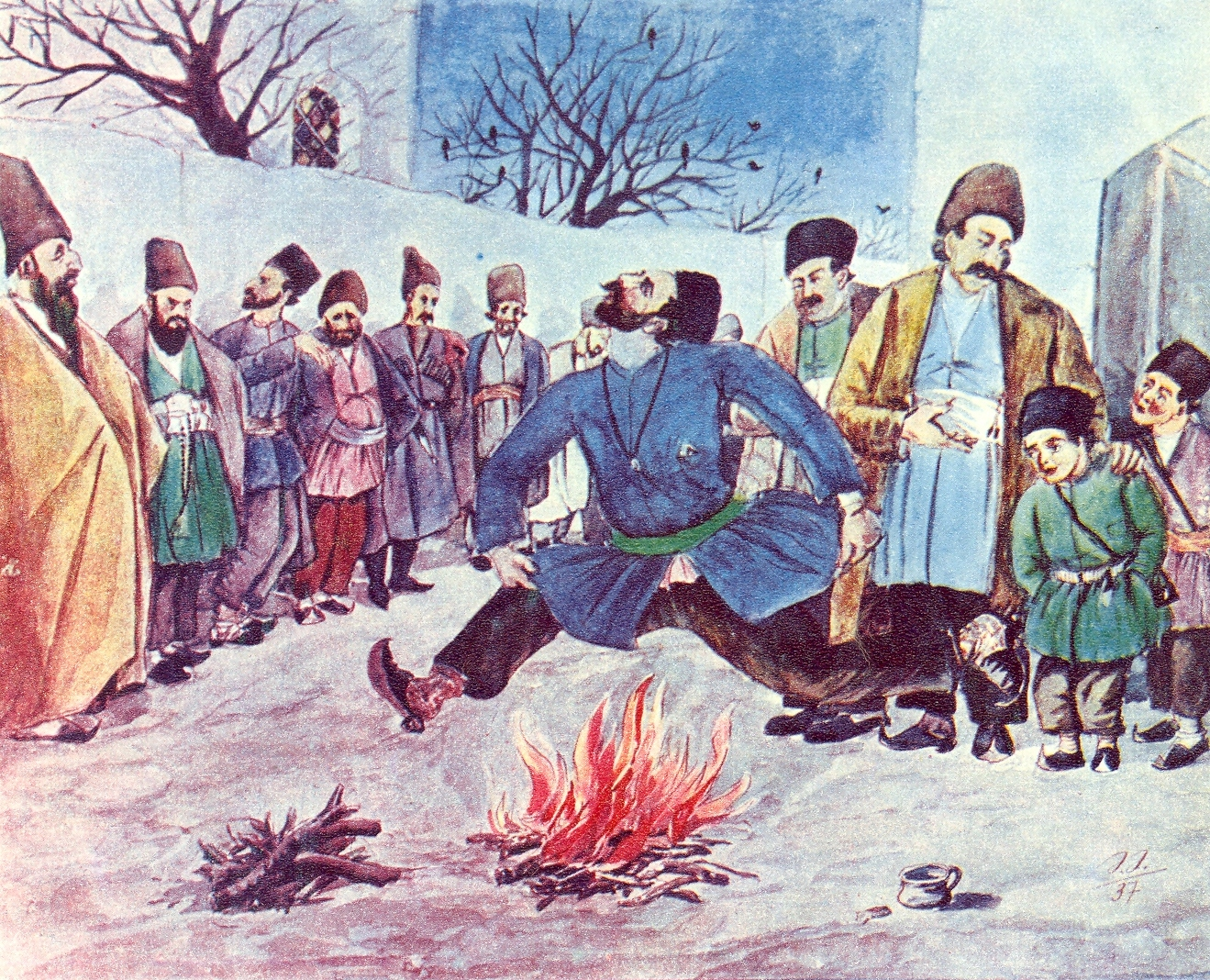
Saltando sul braciere. 1937
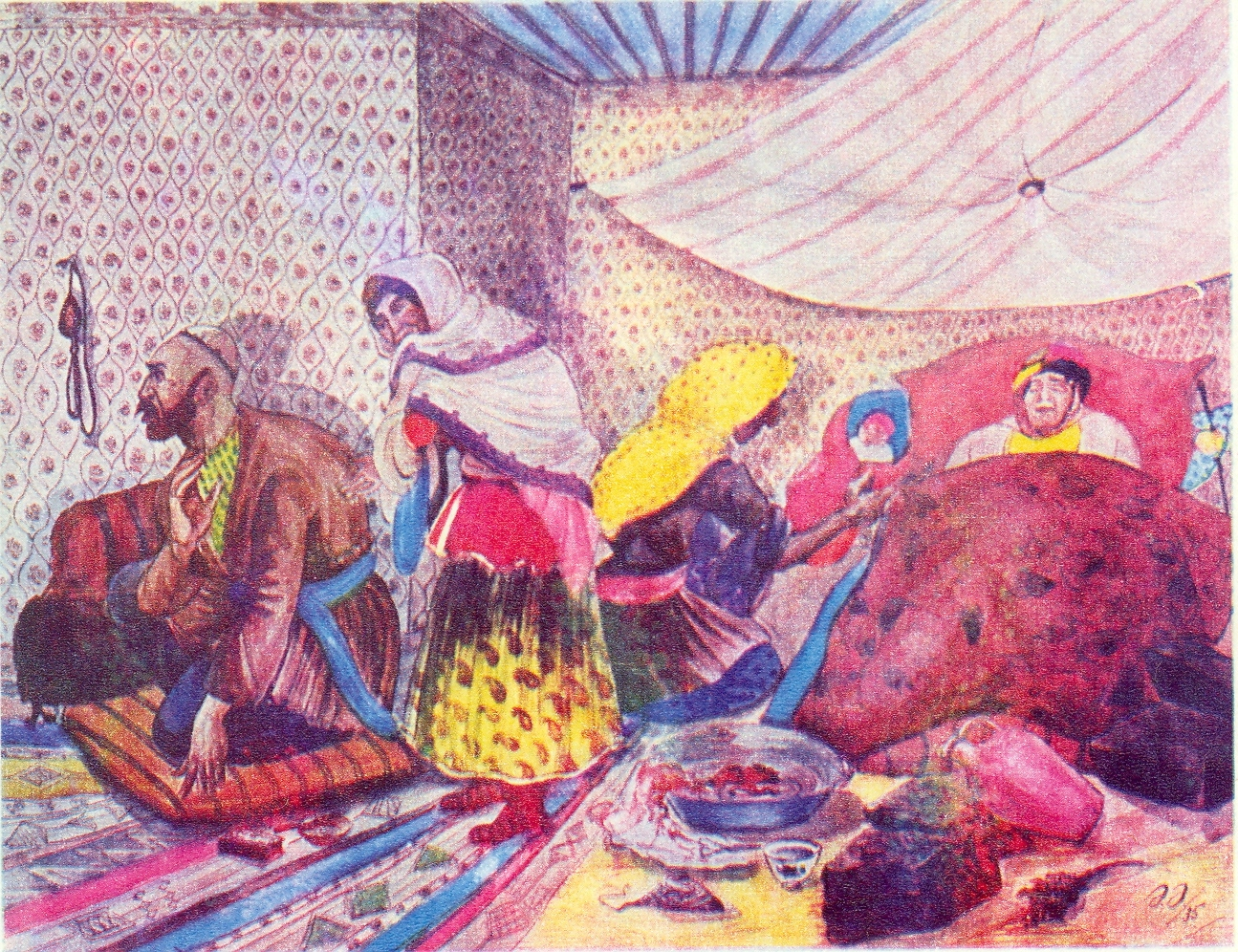
La bambina è nata. 1937
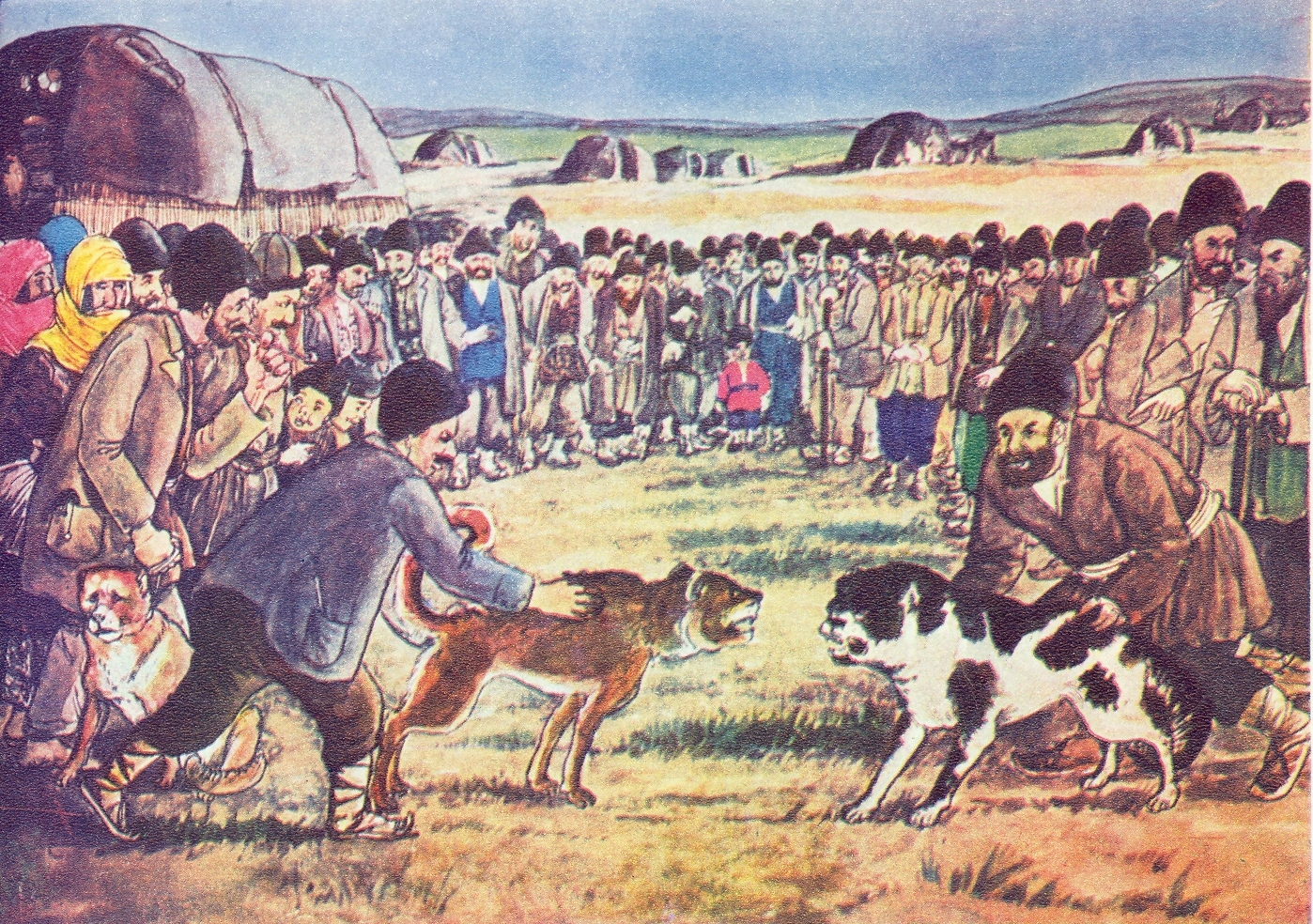
Esca per cani. 1938
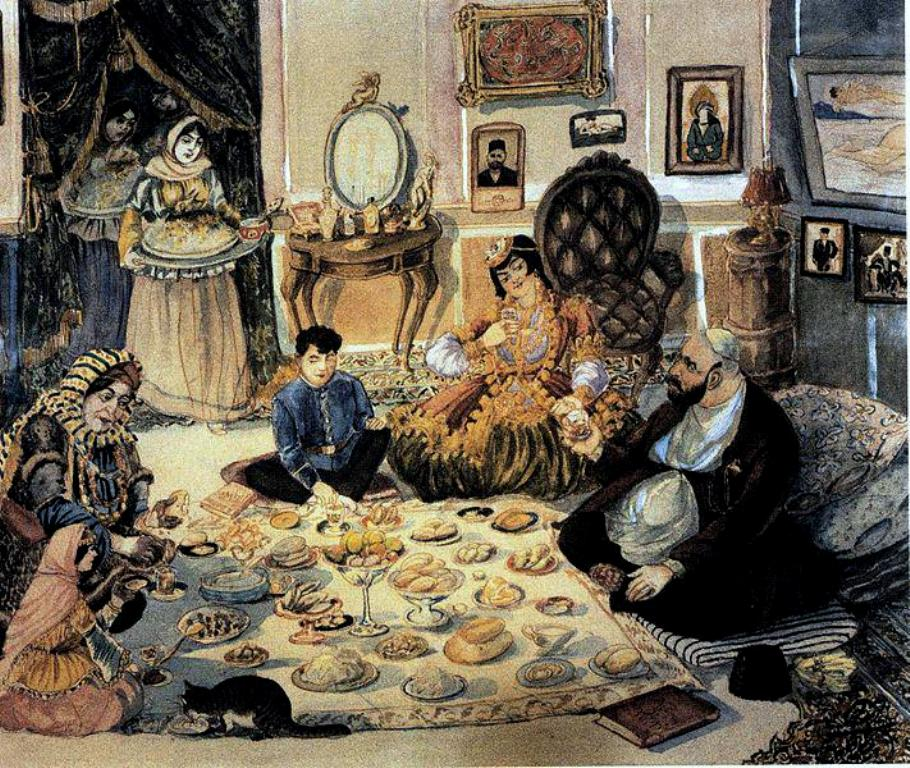
Ramadan di gente ricca. 1932
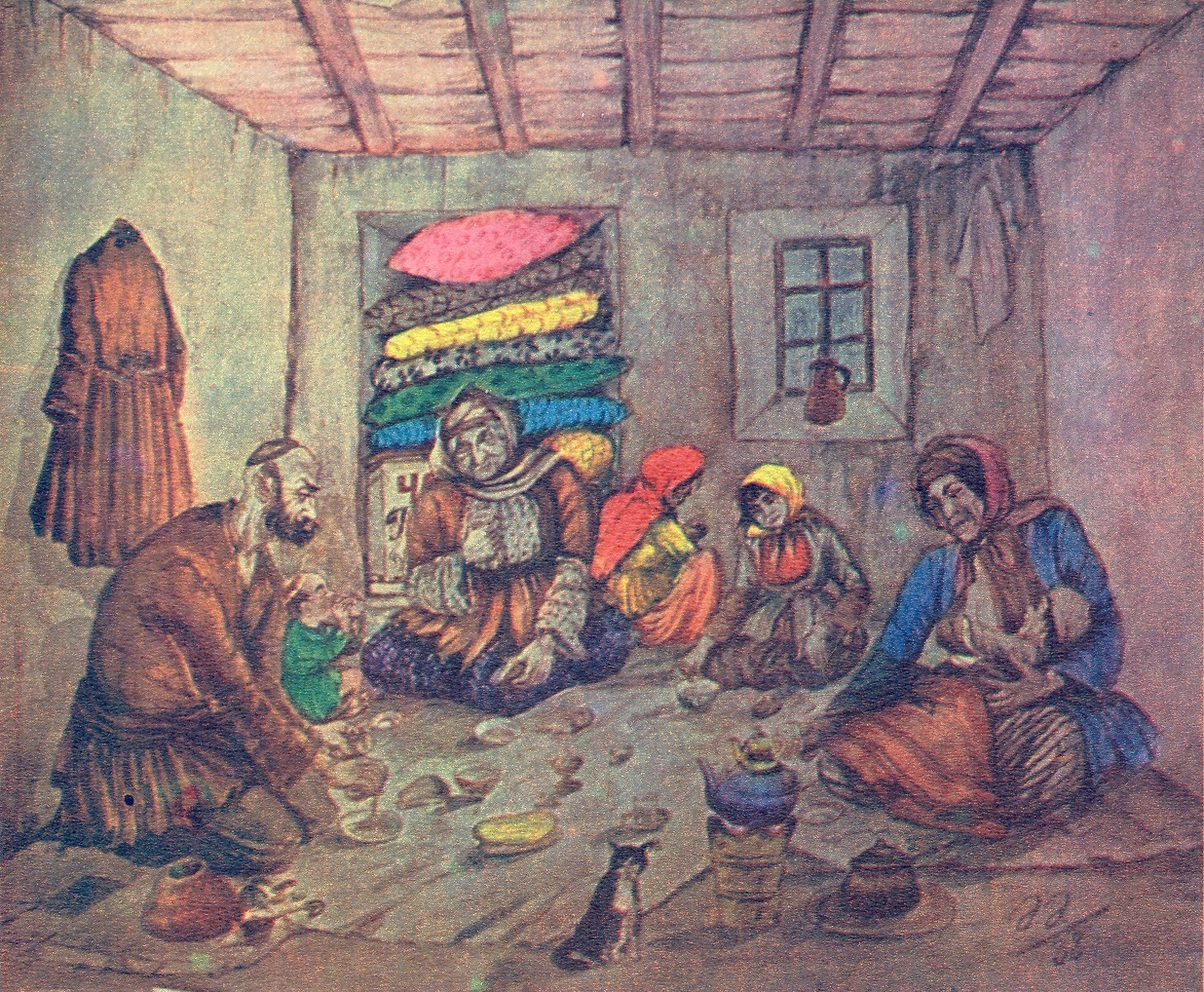
Ramadan di gente povera. 1938
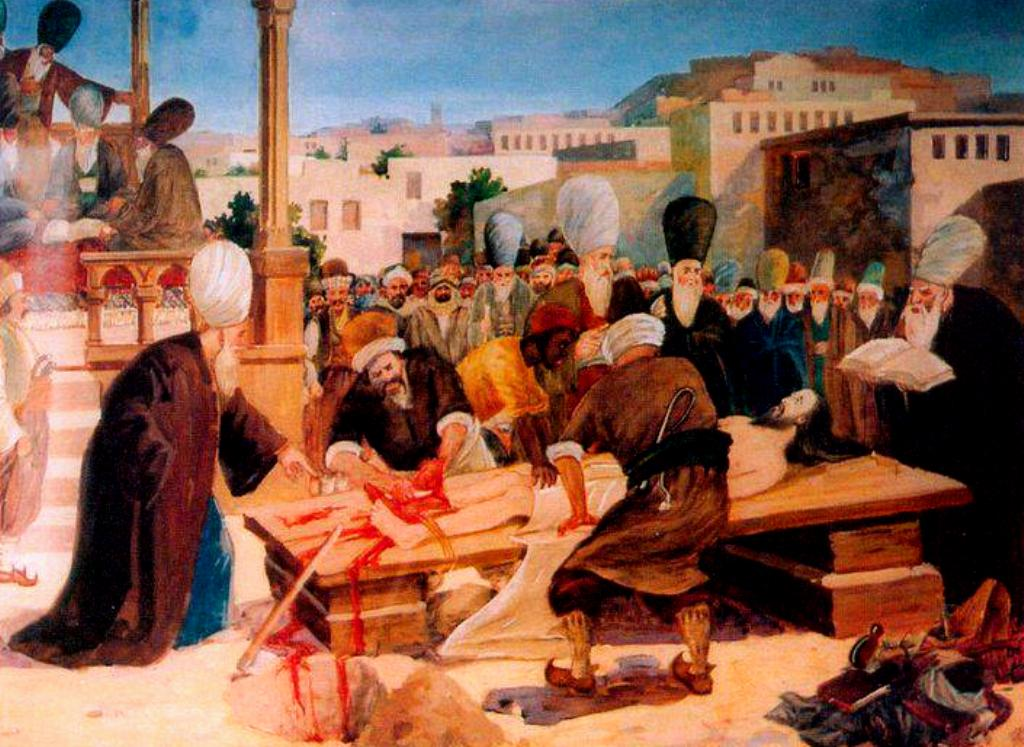
Esecuzione del poeta Nasimi